# Walter R. Cooney, Jr.
| 11739 Baton Rouge      | 25 settembre 1998 |
| 15072 Landolt          | 25 gennaio 1999   |
| 16107 Chanmugam        | 27 novembre 1999  |
| 20430 Stout            | 10 gennaio 1999   |
| 47045 Seandaniel       | 29 novembre 1998  |
| 43083 Frankconrad      | 19 novembre 1999  |
| 49350 Katheynix        | 27 novembre 1998  |
| 53256 Sinitiere        | 16 marzo 1999     |
| 74439 Brenden          | 6 febbraio 1999   |
| 79912 Terrell          | 10 febbraio 1999  |
| 85878 Guzik            | 13 febbraio 1999  |
| 101722 Pursell         | 10 marzo 1999     |
| 101777 Robhoskins      | 13 aprile 1999    |
| 162158 Merrillhess     | 15 febbraio 1999  |
| 268115 Williamalbrecht | 7 ottobre 2004    |
| 357546 Edwardhalbach   | 15 settembre 2004 |
| 368617 Sebastiánotero  | 5 ottobre 2004    |

Walter R. Cooney , Jr. (1962) è un astronomo amatoriale statunitense, di professione chimico.
Il Minor Planet Center gli accredita le scoperte di quarantasette asteroidi, effettuate tra il 1998 e il 2005, di cui in parte in collaborazione con altri astronomi: Matthew Collier, John Gross, Merrill Hess, Meredith Howard, Ethan Kandler, Susannah Lazar, Terry Martin, Patrick M. Motl e Katrina Wefel.